# 1750-1759
De jaren 1750-1759 (van de christelijke jaartelling) zijn een decennium in de 18e eeuw.

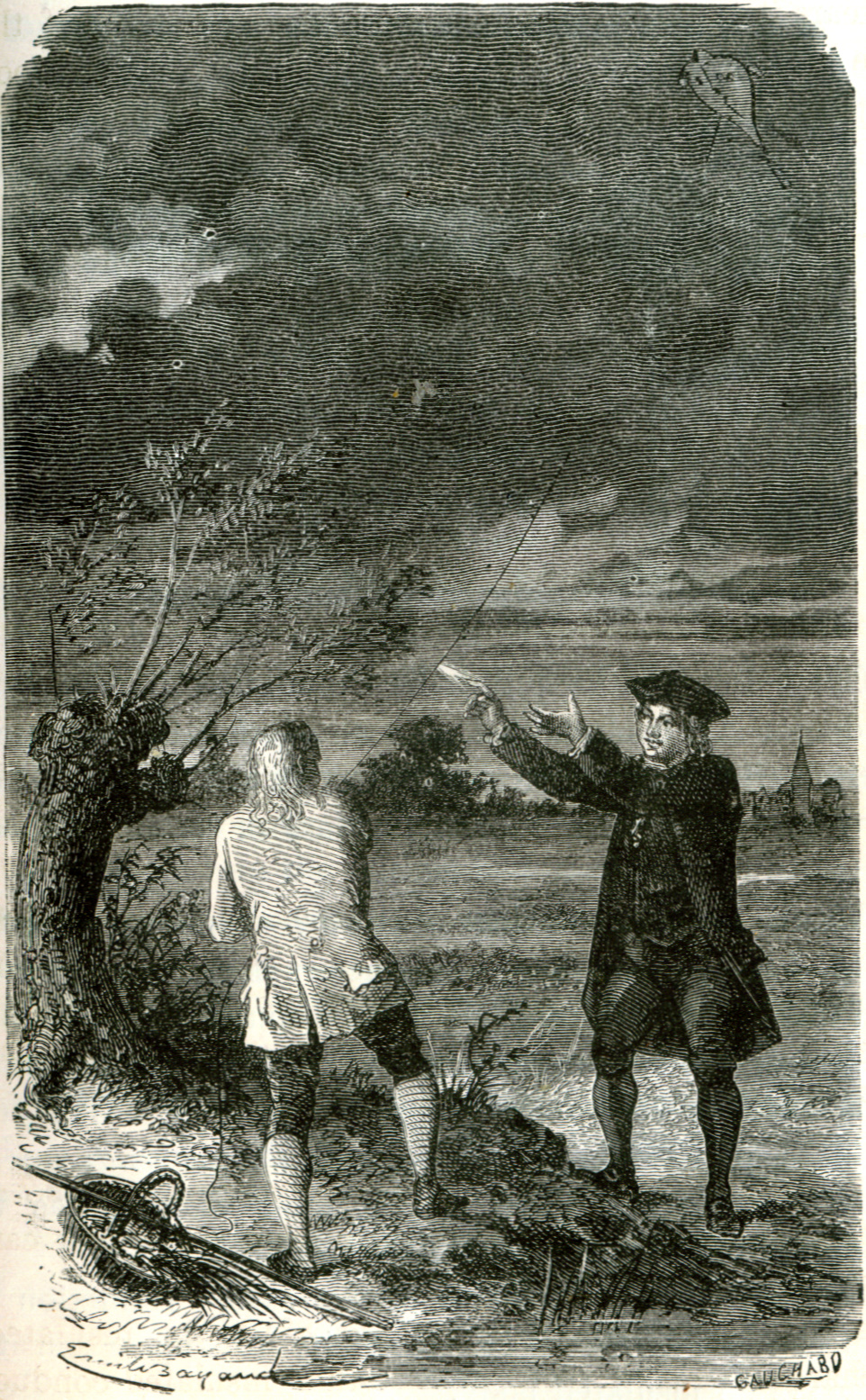
Benjamin Franklin ontdekt in 1752 de bliksemafleider bij het oplaten van een vlieger

## Belangrijke gebeurtenissen

### Portugal
- 1750 : Koning Johan V van Portugal sterft, hij wordt opgevolgd door zijn zoon Jozef. Jozef laat het bewind over aan Markies van Pombal.
- 1750 : Verdrag van Madrid. Portugal komt met Spanje overeen met een herindeling van Brazilië.
- 1755 : Aardbeving Lissabon. De stad wordt verwoest, er vallen tienduizenden doden.
- 1758 : Koning Jozef I raakt gewond bij een moordaanslag. De Tavora-familie en de graaf van Aveiro worden na een kort proces geëxecuteerd. De Jezuïeten worden het land uitgezet en hun bezittingen verbeurd verklaard. Eerste minister Pombal vervolgt elke vermeende betrokkene, zelfs vrouwen en kinderen.

### Heilig Roomse Rijk
- 1753 : Maria Theresia van Oostenrijk stelt Wenzel Anton von Kaunitz aan als kanselier.
- 1756 : Diplomatieke revolutie. In een poging om het aan Pruisen verloren Silezië terug te veroveren sluit Oostenrijk onder leiding van een diplomatiek genie, minister van buitenlandse zaken Von Kaunitz een bondgenootschap met Frankrijk, dat voorheen geallieerd was met Pruisen. Pruisen op zijn beurt krijgt het Britse Koninkrijk, en daarmee de traditionele Engelse vijand van Frankrijk aan zijn kant. Met deze "omkering van bondgenootschappen" gaat Europa de Zevenjarige Oorlog in.

### Zevenjarige Oorlog
- 1756 : Beleg van Pirna. Frederik II van Pruisen verovert Saksen.
- 1757 : Slag bij Praag. De Pruisen veroveren de stad.
- 1757 : Slag bij Kolin. Frederik II verliest Praag terug aan de Oostenrijkers.
- 1757 : Slag bij Roßbach. De Pruisen verslaan de Fransen.
- 1758 : De Russen veroveren Oost-Pruisen.
- 1759 : Slag bij Kunersdorf. Frederik II lijdt een zware nederlaag.

### Wereldhandel en kolonies
- 1754 : Franse en Indiaanse oorlog. In Noord-Amerika hervat de oorlog tussen het Britse Rijk en het Franse koloniale rijk.
- 1755 : Verdrag van Giyanti maakt een einde aan de Derde Javaanse Successieoorlog. Er komt een einde aan het Rijk van Mataram op Java. Het wordt gesplitst in Soerakarta en Djokjakarta, met Hamengkoeboewono I (de pangeran Mengkoe Boemi) als koning van het laatste.
- De Franse missionaris en plantenkweker Pierre Poivre ontvreemdt tijdens een onvrijwillig oponthoud in Batavia stekken van de muskaatboom en van de kruidnagelboom uit Nederlands-Indië en gaat die op Mauritius kweken teneinde een graantje mee te pikken van de zeer lucratieve specerijenhandel, waarop de VOC het monopolie heeft. Maar een andere planter, Fusee Aublet, saboteert de plannen en laat de planten doodgaan.
- 1757 : Derde Oorlog om de Carnatic. Is een oorlog in Carnatic (Zuid-India) tussen de Britten en de Fransen.
- In 1757 breekt een grote slavenopstand uit aan de Tempatikreek in Suriname. In 1760 wordt een vredesverdrag gesloten waarbij deze groep Marrons erkend worden als vrije mensen.

### Lage Landen
- 1750 : Nijkerkse beroeringen. Op een aantal plaatsen vinden opwekkingen plaats, heftige godsdienstige ervaringen.
- 1751 : Erfstadhouder Willem IV van Oranje-Nassau sterft, hij wordt opgevolgd door zijn driejarige zoon Willem V van Oranje-Nassau.
- 1753 : Willem Tiberius Hattinga maakt met zijn zonen een landkaart van Walcheren, die in 1760 wordt opgenomen in een atlas van Zeeland door Isaak Tirion.

### Azië
- 1752 & 1759 : De Afghaanse veldheer Ahmed Shah Durrani verovert tot tweemaal toe Lahore, Punjab (Pakistan).
- 1757 : De Chinezen voeren het Kantonsysteem in.

## Wetenschap en techniek
- Op voorspraak van de Royal Society krijgt John Smeaton de opdracht voor de derde vuurtoren van Eddystone (gebouwd 1755/59. Hij experimenteert er met watervaste mortel en bouwt de toren deels met granietblokken die voorzien zijn van zwaluwstaartverbindingen.
- 1758 - De 10e editie van Systema naturae van Linnaeus verschijnt (bij afspraak op 1 januari), waarin nu voor het eerst ook voor alle dieren consequent binominale namen worden gebruikt. Later is dit werk vastgelegd als het officiële beginpunt van de moderne zoölogische nomenclatuur.
- De Franse koopman-econoom Vincent de Gournay formuleert zijn devies voor de overheid inzake de economie: "laissez faire laissez passer".
- De variatierekening wordt ontwikkeld door Euler en Lagrange.

## Belangrijke personen

### Overleden
- 1759 : Koning Ferdinand VI van Spanje sterft, hij wordt opgevolgd door zijn halfbroer Karel van Napels en Sicilië. De achtjarige zoon van Karel, Ferdinand krijgt de titel van koning van Napels en Sicilië.

<< · 1750 · 1751 · 1752 · 1753 · 1754 · 1755 · 1756 · 1757 · 1758 · 1759 · >>
<< · 1700-1709 · 1710-1719 · 1720-1729 · 1730-1739 · 1740-1749 · 1750-1759 · 1760-1769 · 1770-1779 · 1780-1789 · 1790-1799 · >>